# Oceaniska mästerskapet i fotboll för damer 2014
Oceaniska mästerskapet i fotboll för damer 2014 ägde rum i Papua Nya Guinea, mellan 25 och 29 oktober 2014. Turneringen organiseras av Oceania Football Confederation och detta är tionde gången den hålls. Nya Zeeland vann sin tredje raka seger, den femte totalt och kvalade in till VM 2015.
Då endast fyra lag deltog spelad alla lag en match mot alla andra lag. Vinnare blev det lag som hade högst poäng efter att alla matcher var spelade.

## Resultat

### Tabell
| Nr | Lag              | S | V | O | F | GM | IM | MS  | P |
| -- | ---------------- | - | - | - | - | -- | -- | --- | - |
| 1  | Nya Zeeland      | 3 | 3 | 0 | 0 | 30 | 0  | +30 | 9 |
| 2  | Papua Nya Guinea | 3 | 2 | 0 | 1 | 7  | 4  | +3  | 6 |
| 3  | Cooköarna        | 3 | 0 | 1 | 2 | 2  | 16 | −14 | 1 |
| 4  | Tonga            | 3 | 0 | 1 | 2 | 1  | 20 | −19 | 1 |

### Matcher
|              | 25 oktober 2014 | Nya Zeeland | 16 – 00         | Tonga | Kalabond Oval                          |                                        |
| 11:00 UTC+10 | 11:00 UTC+10    | Daisy Cleverley 1′, 18′ Sarah Gregorius 8′ (str.), 50′, 70′ Betsy Hassett 17′ Helen Collins 20′, 69′, 76′ Rosie White 26′, 29′ Annalie Longo 67′, 77′ Amber Hearn 86′, 90+7′ Ria Percival 90+2′ | (7 – 0) Rapport |       | Kokopo Domare: Tupou Patia (Cooköarna) | Kokopo Domare: Tupou Patia (Cooköarna) |
| 11:00 UTC+10 | 11:00 UTC+10    | |                 |       | Kokopo Domare: Tupou Patia (Cooköarna) | Kokopo Domare: Tupou Patia (Cooköarna) |
| 11:00 UTC+10 | 11:00 UTC+10    | |                 |       | Kokopo Domare: Tupou Patia (Cooköarna) | Kokopo Domare: Tupou Patia (Cooköarna) |

|              | 25 oktober 2014 | Papua Nya Guinea                              | 4 – 1   | Cooköarna          | Kalabond Oval                             |                                           |
| 14:00 UTC+10 | 14:00 UTC+10    | Sandra Birum 16′ Meagen Gunemba 26′, 36′, 84′ | Rapport | 90′ Lee Maoate-Cox | Kokopo Domare: George Time (Salomonöarna) | Kokopo Domare: George Time (Salomonöarna) |
| 14:00 UTC+10 | 14:00 UTC+10    |                                               |         |                    | Kokopo Domare: George Time (Salomonöarna) | Kokopo Domare: George Time (Salomonöarna) |
| 14:00 UTC+10 | 14:00 UTC+10    |                                               |         |                    | Kokopo Domare: George Time (Salomonöarna) | Kokopo Domare: George Time (Salomonöarna) |

|              | 27 oktober 2014 | Tonga                   | 1 – 1           | Cooköarna        | Kalabond Oval                               |                                             |
| 11:00 UTC+10 | 11:00 UTC+10    | Heilala Loto'aniu 90+5′ | (0 – 0) Rapport | 83′ Tepaeru Toka | Kokopo Domare: Amos Anio (Papua Nya Guinea) | Kokopo Domare: Amos Anio (Papua Nya Guinea) |
| 11:00 UTC+10 | 11:00 UTC+10    |                         |                 |                  | Kokopo Domare: Amos Anio (Papua Nya Guinea) | Kokopo Domare: Amos Anio (Papua Nya Guinea) |
| 11:00 UTC+10 | 11:00 UTC+10    |                         |                 |                  | Kokopo Domare: Amos Anio (Papua Nya Guinea) | Kokopo Domare: Amos Anio (Papua Nya Guinea) |

|              | 27 oktober 2014 | Papua Nya Guinea | 0 – 3           | Nya Zeeland                                           | Kalabond Oval                        |                                      |
| 14:00 UTC+10 | 14:00 UTC+10    |                  | (0 – 0) Rapport | 59′ Rebekah Stott 70′ Amber Hearn 90+2′ Annalie Longo | Kokopo Domare: Finau Vulivuli (Fiji) | Kokopo Domare: Finau Vulivuli (Fiji) |
| 14:00 UTC+10 | 14:00 UTC+10    |                  |                 |                                                       | Kokopo Domare: Finau Vulivuli (Fiji) | Kokopo Domare: Finau Vulivuli (Fiji) |
| 14:00 UTC+10 | 14:00 UTC+10    |                  |                 |                                                       | Kokopo Domare: Finau Vulivuli (Fiji) | Kokopo Domare: Finau Vulivuli (Fiji) |

|              | 29 oktober 2014 | Cooköarna | 00 – 11         | Nya Zeeland | Kalabond Oval                        |                                      |
| 11:00 UTC+10 | 11:00 UTC+10    |           | (0 – 6) Rapport | 12′, 20′ Helen Collins 14′ Abby Erceg 19′, 47′, 56′, 86′ Amber Hearn 43′ Ria Percival 45+4′ Rosie White 54′ Rebekah Stott 75′ Betsy Hassett | Kokopo Domare: Finau Vulivuli (Fiji) | Kokopo Domare: Finau Vulivuli (Fiji) |
| 11:00 UTC+10 | 11:00 UTC+10    |           |                 | | Kokopo Domare: Finau Vulivuli (Fiji) | Kokopo Domare: Finau Vulivuli (Fiji) |
| 11:00 UTC+10 | 11:00 UTC+10    |           |                 | | Kokopo Domare: Finau Vulivuli (Fiji) | Kokopo Domare: Finau Vulivuli (Fiji) |

|              | 29 oktober 2014 | Tonga | 0 – 3           | Papua Nya Guinea                        | Kalabond Oval                          |                                        |
| 14:00 UTC+10 | 14:00 UTC+10    |       | (0 – 2) Rapport | 25′ Meagen Gunemba 32′, 62′ Marie Kaipu | Kokopo Domare: Topou Patia (Cooköarna) | Kokopo Domare: Topou Patia (Cooköarna) |
| 14:00 UTC+10 | 14:00 UTC+10    |       |                 |                                         | Kokopo Domare: Topou Patia (Cooköarna) | Kokopo Domare: Topou Patia (Cooköarna) |
| 14:00 UTC+10 | 14:00 UTC+10    |       |                 |                                         | Kokopo Domare: Topou Patia (Cooköarna) | Kokopo Domare: Topou Patia (Cooköarna) |

## Skytteligan
| 7 mål - Amber Hearn | 6 mål - Helen Collins | 4 mål - Meagen Gunemba | 3 mål - Sarah Gregorius - Annalie Longo - Rosie White | 2 mål - Daisy Cleverley - Betsy Hassett - Marie Kaipu - Ria Percival - Rebekah Stott |